# غول‌دمایی

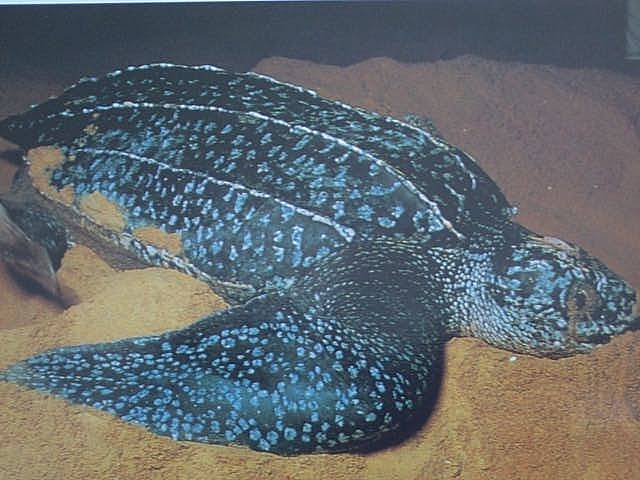
لاک پشت غول پیکر پشت چرمی برای زنده ماندن در دریاهای سرد شمالی به غول دمایی متکی است.

غول‌دمایی (به انگلیسی: Gigantothermy) (گاهی هم‌دمایی برون‌گرمایی یا هم‌دمایی اینرسی نامیده می‌شود)، پدیده‌ای با اهمیت در زیست‌شناسی و دیرینه‌شناسی است که به سبب آن جانوران خون‌سرد بزرگ و غول‌اسا نسبت به جانوران کوچکتر به دلیل مساحت سطح کوچکترشان، آسان‌تر توانایی حفظ دمای بدن ثابت و نسبتاً بالا را دارند. نسبت سطح به حجم یک جانور بزرگتر نسبت به یک جانور کوچکتر با شکل مشابه کمتر از بدن خود نزدیک به محیط بیرون است و بنابراین، بسیار کندتر گرما را از محیط دریافت می‌کند یا گرما را از دست می‌دهد.
این پدیده در زیست‌شناسی کلان‌زیاگان مانند لاک‌پشت‌های بزرگ و خزندگان آبزی مانند ماهی‌خزنده‌سانان و موساسوریان اهمیت دارد. غول‌دماها، اگرچه تقریباً همیشه خون‌سرد هستند، معمولاً دمای بدنی مشابه با دمای جانوران خون‌گرم را دارند. پیشنهاد شده است که دایناسورهای بزرگتر غول‌پیکر بوده و در عمل آنها را تبدیل به جانوران هم‌دما ساخته بود.